# Osulf di Bernicia
Osulf I (... – 963) è stato Earl di Bernicia dal 930 ed earl di Northumbria dal 954 e fino alla morte.

## Biografia
È conosciuto soprattutto per aver cospirato contro Earl Maccone, figlio di Olaf Guthfrithson o Olaf Sihtricson, e per aver ucciso Eric Bloodaxe, re di Jórvík, suo figlio e suo fratello. Dopo la morte di Eric, Edred, re d'Inghilterra, diede metà delle terre vichinghe a sud del fiume Tees a Osulf, che era di nuovo in possesso della Bernicia a nord del Tees. Sembra che Osulf, che era uomo di Eric, lo tradì quando stava combattendo per il suo regno dopo che era stato espulso dalla popolazione locale. Eric fu sconfitto e ucciso nella battaglia di Stainmore. Gli successe il figlio Waltheof